# Castillo rodeado de agua
Un castillo rodeado de agua es un castillo protegido por agua, es decir, que el agua que le rodea forma parte de sus defensas. Puede tratarse de un foso de agua cavado a su alrededor o un cuerpo de agua artificial o natural (lago, estanque, bahía, etc.). También se suele aplicar a castillos rodeados de agua casi en sus totalidad, pero unidos a tierra firme (como los que se encuentran en el extremo de una estrecha península o disponen de una franja de tierra que los une a la costa).

## Terminología
Otros términos utilizados según el lugar y la circunstancia son castillo de agua (concepto muy común en la Europa Central, derivado de los vocablos alemanes Wasserburg o Wasserschloss) y castillo de foso (en el caso de los fosos de agua). En algunos países, el término «castillo de agua» se ha aplicado también a fortificaciones que, aunque no se rodeen de agua, cuentan con una defensa principal en dirección de ataque desde una costa o ribera, en la que están ubicados. 
En español, el término «castillo de agua» puede aplicarse a otros conceptos, desde torres abovedadas con depósitos de agua a estructuras en las que el agua forma parte principal de su arquitectura (como el palacio Longchamp, definido en francés «château de agua»). También se aplica en hidrografía a embalses elevados. Aun así, el mayor uso que se ha hecho de este término se da en estructuras rodeadas de agua. 

## Ejemplos

### Países Bajos
- Castillo de Doorwerth en las vegas del Rin cerca de la aldea de Doorwerth en Güeldres:[9]

|  |
|  |

|  |
|  |

|  |
|  |

### Dinamarca
- Castillo de Egeskov en la isla de Fionia

### Alemania
- Palacio de Schwerin en Mecklemburgo-Pomerania Occidental

### Suiza
- Castillo de Chillon en el cantón de Vaud

### Italia
- Castillo de los Este en Ferrara